# Bergensk Fiskesuppe

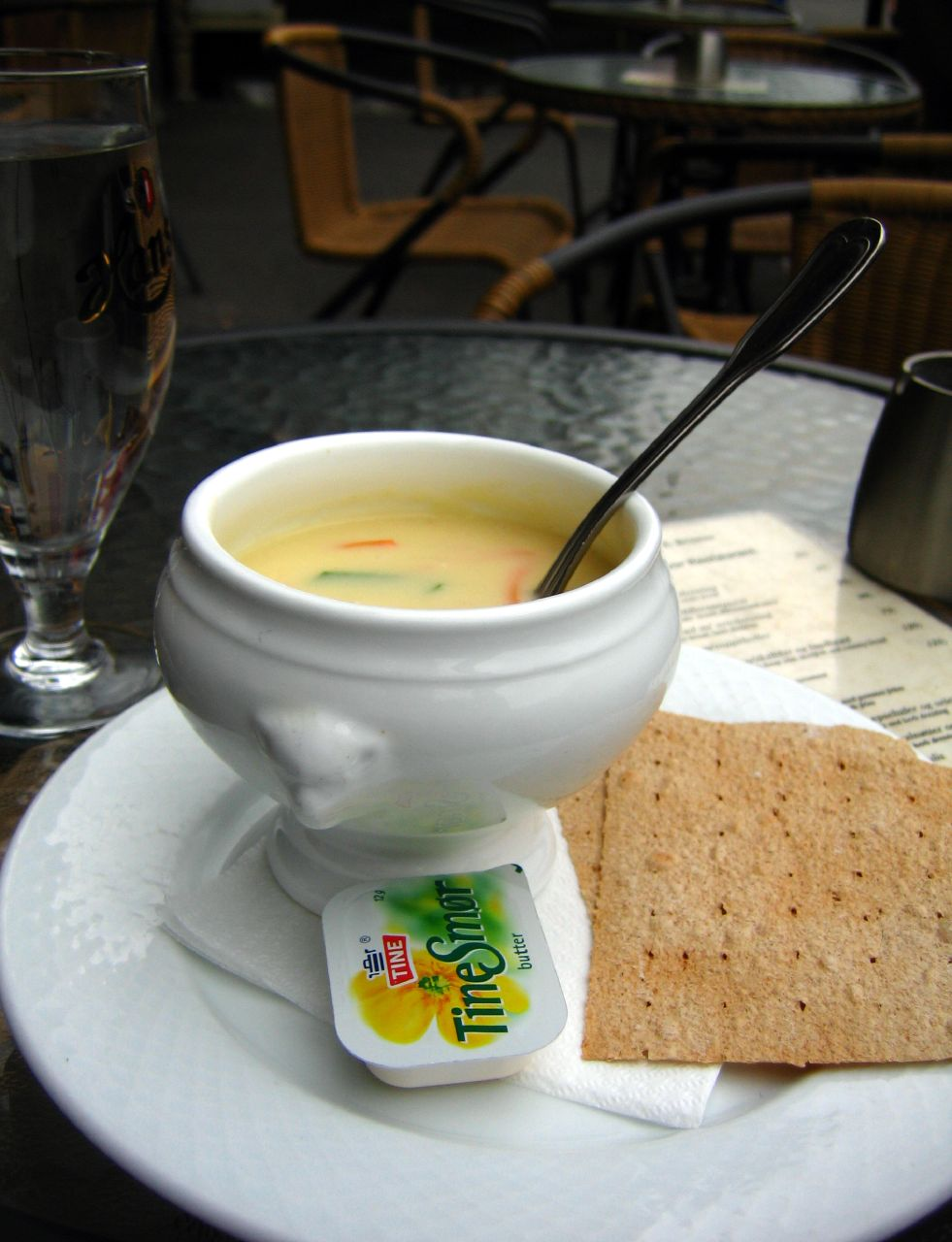
Bergensk Fiskesuppe

Bergensk Fiskesuppe, é uma sopa de peixe tradicional da culinária da Noruega, mais concretamente da cidade de Bergen. É preparada em duas etapas: primeiro, faz-se o caldo, fervendo em água com um pouco de sal a cabeça e as espinhas maiores dum peixe, junto com cherovia, cenoura, salsa, louro, aipo e uma batata; quando os vegetais estiverem quase desfeitos, passa-se a sopa por um passador fino, comprimindo com uma colher para recuperar todo o caldo; este caldo pode ainda ser reduzido, antes de passar à fase seguinte. Juntam-se cherovias e cenouras finamente partidas e a carne do peixe e deixa-se cozer em lume brando, sem tapar;quando os vegetais estiverem cozidos, junta-se alho porro e deixa-se cozer. Tira-se o peixe e mistura-se cuidadosamente o caldo a gemas de ovos batidas; junta-se o peixe desfiado, verifica-se o tempero e leva-se ao lume, mas sem deixar ferver. Serve-se com salsa picada e nata azeda.